# Furushima Kiyoto
Kiyoto Furushima (sinh ngày 3 tháng 4 năm 1968) là một cầu thủ bóng đá người Nhật Bản.

## Sự nghiệp câu lạc bộ
Kiyoto Furushima đã từng chơi cho Bellmare Hiratsuka, Avispa Fukuoka, Omiya Ardija và NTT Kumamoto.